# Jasna Polana (rejon biłozerski)
Jasna Polana (ukr. Ясна Поляна) – wieś na południu Ukrainy, w obwodzie chersońskim, w rejonie biłozerskim. Położona na lewym brzegu Ingulca. Miejscowość liczy 39 mieszkańców.

## Historia
Miejscowość założona na początku XX wieku.